# Dhaunsar
Dhaunsar là một thị trấn thống kê (census town) của quận Dhanbad thuộc bang Jharkhand, Ấn Độ.

## Nhân khẩu
Theo điều tra dân số năm 2001 của Ấn Độ, Dhaunsar có dân số 9205 người. Phái nam chiếm 56% tổng số dân và phái nữ chiếm 44%. Dhaunsar có tỷ lệ 48% biết đọc biết viết, thấp hơn tỷ lệ trung bình toàn quốc là 59,5%: tỷ lệ cho phái nam là 59%, và tỷ lệ cho phái nữ là 35%. Tại Dhaunsar, 17% dân số nhỏ hơn 6 tuổi.